# Polidora (filla de Peleu)
Polidora (en grec antic Πολυδώρα) va ser, segons la mitologia grega, una filla de Peleu i d'Antígona, la filla d'Eurició.
Polidora va tenir, amb el déu-riu Esperqueu dos fills, un anomenat Menesti i l'altre Driops. Després es casà amb Boros, un fill de Perieres. Aquest Boros era el pare "humà" de Menesti. Existia una tradició segons la qual Polidora no era filla, sinó esposa de Peleu.